# Operatore di evoluzione temporale
L'operatore di evoluzione temporale in meccanica quantistica è un operatore che agisce su uno stato del sistema e opera l'evoluzione di questo stato negli istanti successivi. Dobbiamo chiarire che in meccanica quantistica (non relativistica) non esiste un operatore tempo, cioè il tempo non è una osservabile ma un parametro.

## Definizione
Consideriamo una particella quantistica o un sistema fisico descritto all'istante {\displaystyle t_{0}} da un vettore di stato {\displaystyle |{\vec {\alpha }},t_{0}\rangle } e consideriamo il vettore di stato al tempo {\displaystyle t} identificato con {\displaystyle |\alpha ,t\rangle }. L'evoluzione è operata dall'operatore di evoluzione temporale:
(1){\displaystyle |\alpha ,t\rangle =U(t,t_{0})|\alpha ,t_{0}\rangle }
perché {\displaystyle |\alpha ,t\rangle } deve potersi determinare da {\displaystyle |\alpha ,t_{0}\rangle }.
Vediamo le proprietà di questo operatore. Per la conservazione della probabilità, lo stato al tempo {\displaystyle |\alpha ,t\rangle } deve essere normalizzato a {\displaystyle 1}, quindi:
{\displaystyle \langle \alpha ,t|\alpha ,t\rangle =\langle \alpha ,t_{0}|U^{\dagger }(t,t_{0})U(t,t_{0})|\alpha ,t_{0}\rangle =\langle \alpha ,t_{0}|\alpha ,t_{0}\rangle =1}
e questo implica che
(2){\displaystyle U^{\dagger }(t,t_{0})U(t,t_{0})=\mathbf {1} }
cioè l'operatore di evoluzione temporale deve essere unitario. Inoltre per {\displaystyle t\to t_{0}} il nostro operatore deve eseguire una trasformazione identitaria, cioè deve ridursi all'operatore identità, cioè:
{\displaystyle \lim _{t\to t_{0}}U(t,t_{0})=\mathbf {1} }
Infine l'applicazione successiva dell'operatore due volte, cioè eseguire due evoluzioni temporali consecutive, deve portare ad una evoluzione somma:
{\displaystyle U(t_{2},t_{1})U(t_{1},t_{0})=U(t_{2},t_{0})\ }
Queste proprietà portano alla definizione dell'operatore di evoluzione temporale infinitesimale:
(3){\displaystyle U(t_{0}+dt,t_{0})=\mathbf {1} -i\Omega \cdot dt}
dove {\displaystyle \mathbf {1} } è l'operatore identità e {\displaystyle \Omega } è il generatore dell'evoluzione temporale e deve essere un operatore hermitiano, infatti:
{\displaystyle U^{\dagger }U=\left(\mathbf {1} +i\Omega ^{\dagger }\cdot dt\right)\left(\mathbf {1} -i\Omega \cdot dt\right)=\mathbf {1} +i(\Omega ^{\dagger }-\Omega )dt+O((dt)^{2})\simeq \mathbf {1} }
ossia:
{\displaystyle \Omega =\Omega ^{\dagger }}
e questo prova anche che l'operatore {\displaystyle U(t,t_{0})} è un operatore unitario.
Per vedere quale sia il generatore dell'evoluzione temporale infinitesimo possiamo utilizzare l'analogia con la meccanica classica: eseguiamo cioè una trasformazione canonica temporale infinitesima delle coordinate generalizzate e degli impulsi:
{\displaystyle Q_{i}=q_{i}+{\dot {q}}_{i}dt\,,\,\,\,\,\,P_{i}=p_{i}+{\dot {p}}_{i}dt}
La funzione che genera tale trasformazione canonica è:
(4){\displaystyle \Phi =\sum _{i}q_{i}\cdot P_{i}+Hdt}
dove {\displaystyle \sum _{i}q_{i}\cdot P_{i}} genera una trasformazione identica. Dal confronto della (3) con la (4) possiamo supporre che {\displaystyle \Omega } coincida a meno di un fattore costante con l'hamiltoniana del sistema. Il fattore costante in questione è la costante di Planck razionalizzata poiché essa permette all'operatore temporale di essere adimensionale, quindi in definitiva la (3) dice che l'operatore di evoluzione temporale infinitesima è:
(5){\displaystyle U(t_{0}+dt,t_{0})=\mathbf {1} -{\frac {iHdt}{\hbar }}}
Se ci si limita a considerare forze indipendenti dal tempo, l'operatore {\displaystyle U} dipende unicamente dall'intervallo {\displaystyle t-t_{0}} e non dall'istante iniziale {\displaystyle t_{0}}, che si può porre uguale a {\displaystyle 0}. In questo caso, vedremo che l'operatore di evoluzione temporale si può scrivere in forma compatta come:
(6){\displaystyle U(t)\equiv U(t,0)=e^{-iHt/\hbar }.}
Questo risultato si può dimostrare rigorosamente in virtù del teorema di Stone.

## Equazione di Schrödinger dipendente dal tempo
L'operatore di evoluzione temporale infinitesimo è alla base dell'equazione di Schrödinger dipendente dal tempo, infatti se:
{\displaystyle U(t+dt,t_{0})-U(t,t_{0})=U(t+dt,t)U(t,t_{0})-U(t,t_{0})=\left(\mathbf {1} -{\frac {iHdt}{\hbar }}\right)U(t,t_{0})-U(t,t_{0})=-{\frac {i}{\hbar }}HdtU(t,t_{0})}
dividendo per {\displaystyle dt} e nel limite {\displaystyle dt\to 0}:
{\displaystyle i\hbar {\frac {\partial }{\partial t}}U(t,t_{0})=HU(t,t_{0})}
Applicato ad un generico vettore di stato {\displaystyle |\alpha ,t_{0}\rangle }:
{\displaystyle i\hbar \left({\frac {\partial }{\partial t}}U(t,t_{0})\right)|\alpha ,t_{0}\rangle =HU(t,t_{0})|\alpha ,t_{0}\rangle \,\,\rightarrow \,\,i\hbar {\frac {\partial }{\partial t}}|\alpha ,t\rangle =H|\alpha ,t\rangle }
dove H può dipendere esplicitamente dal tempo.

## Stati stazionari
L'hamiltoniano di un sistema isolato o di un sistema che si trova in un campo esterno uniforme non contiene esplicitamente il tempo. È lecito quindi porre {\displaystyle t_{0}=0} e scrivere {\displaystyle U(t)=U(t,0)} senza perdere in generalità. Dall'equazione di Schrödinger si ricava
{\displaystyle U(t)=e^{-iHt/\hbar }}
e per i vettori di stato:
{\displaystyle |\alpha ,t\rangle =e^{-iHt/\hbar }|\alpha ,0\rangle }.
Si definiscono stati stazionari quelli che non evolvono nel tempo, vale a dire {\displaystyle |\alpha ,t\rangle } e {\displaystyle |\alpha ,0\rangle } rappresentano lo stesso stato. Questo è vero se sono proporzionali, cioè
{\displaystyle |\alpha ,t\rangle =c(t)|\alpha ,0\rangle }.
Si dimostra che
uno stato è stazionario se e solo se è autostato di {\displaystyle H}.
Ad esempio, se {\displaystyle H|\alpha ,0\rangle =E|\alpha ,0\rangle } si ha che:
{\displaystyle U(t)|\alpha ,0\rangle =e^{-iHt/\hbar }|\alpha ,0\rangle =e^{-iEt/\hbar }|\alpha ,0\rangle }.
Si vede così che la costante di proporzionalità {\displaystyle c(t)} è {\displaystyle e^{-iEt/\hbar }}.
Se lo stato di partenza non è un autostato di {\displaystyle H}, ma questa ha un insieme completo di autovettori {\displaystyle |n\rangle }, è possibile effettuare uno sviluppo in serie:
{\displaystyle |\alpha ,0\rangle =\sum _{n}|n\rangle \langle n|\alpha ,0\rangle =\sum _{n}c_{n}(0)|n\rangle }
al tempo {\displaystyle t} l'evoluzione del vettore di stato è:
{\displaystyle |\alpha ,t\rangle =U(t,0)|\alpha ,0\rangle =\sum _{n}c_{n}(0)e^{-iHt/\hbar }|n\rangle =\sum _{n}c_{n}(0)e^{-iE_{n}t/\hbar }|n\rangle }
cioè il coefficiente generico dello sviluppo varia nel tempo come:
{\displaystyle c_{n}(0)\,\,\,\Rightarrow \,\,\,c_{n}(t)=e^{-iE_{n}t/\hbar }c_{n}(0)}
I moduli quadri {\displaystyle |c_{n}(t)|^{2}} dei coefficienti dello sviluppo del vettore di stato al tempo {\displaystyle t}, sono come sempre le probabilità di transizione dei diversi valori di energia del sistema, e la precedente mostra che tali probabilità restano costanti nel tempo.
Se {\displaystyle H} ha autovalori continui lo sviluppo in serie non è possibile e si avrà:
{\displaystyle |\alpha ,t\rangle =\int c(E)e^{-iEt/\hbar }|E\rangle dE}.
Nel caso in cui {\displaystyle H} abbia solo autovalori continui (ad esempio nel caso di particella libera), non esistono autostati propri e quindi nemmeno stati stazionari.

## Osservabili e costanti del moto
A partire dall'operatore U è possibile determinare come varia nel tempo il valor medio di qualunque osservabile {\displaystyle A}:
{\displaystyle \langle A\rangle _{t}=\langle \alpha ,t|A|\alpha ,t\rangle }
ed è chiaro che il valor medio di {\displaystyle A} è costante nel tempo su ogni stato stazionario. In particolare, per la posizione {\displaystyle \langle x\rangle =cost.} e per l'impulso si ha:
{\displaystyle \langle p\rangle =m{\frac {d}{dx}}\langle x\rangle =0}.
Possono esistere osservabili il cui valor medio si mantiene costante su qualsiasi stato: queste si dicono costanti del moto. Si dimostra che
tutte e sole le costanti del moto sono le osservabili che commutano con {\displaystyle H}, ovvero {\displaystyle [A,H]=0}.
Analogo risultato vale in meccanica classica: le costanti del moto sono le funzioni che annullano la parentesi di Poisson con {\displaystyle H}.

## Evoluzione temporale in rappresentazione di Heisenberg
Per determinare il valor medio di {\displaystyle A} abbiamo scritto {\displaystyle \langle A\rangle _{t}=\langle \alpha ,t|A|\alpha ,t\rangle } e introducendo l'operatore {\displaystyle U} si ha:
{\displaystyle \langle A\rangle _{t}=\langle \alpha ,0|U(t)^{\dagger }AU(t)|\alpha ,0\rangle }
e posto {\displaystyle A(t)\equiv U(t)^{\dagger }AU(t)}, si ha:
{\displaystyle \langle A\rangle _{t}=\langle \alpha ,0|A(t)|\alpha ,0\rangle }.
Questa scrittura significa che si stanno tenendo fissi i vettori che descrivono lo stato del sistema, mentre sono le osservabili a dipendere dal tempo. Questo schema è formalmente identico alla meccanica classica: se {\displaystyle U(t)=e^{-iHt/\hbar }}, si trova l'equazione di Heisenberg
{\displaystyle {\dot {A}}(t)={\frac {i}{\hbar }}[H,A(t)]}
che corrisponde alle equazioni del moto classiche in forma di parentesi di Poisson.
Per una hamiltoniana nella forma {\displaystyle H={\frac {p^{2}}{2m}}+V(q)} si trovano due equazioni per {\displaystyle q} e {\displaystyle p} formalmente uguali alle equazioni di Hamilton:
{\displaystyle {\dot {q}}(t)={\frac {p(t)}{m}}}
{\displaystyle {\dot {p}}(t)=-{\frac {\partial }{\partial q}}V[q(t)]}